# Odishi (Abjasia)
Odishi (en georgiano: ოდიში) o Akapa (en abjasio: Акаԥа) es un pueblo que pertenece a la parcialmente reconocida República de Abjasia, parte del distrito de Sujumi, aunque de iure pertenece al municipio de Sojumi de la República Autónoma de Abjasia de Georgia.

## Toponimia
El nombre de Akapa deriva del nombre de una familia noble local, Akaba, cuyos miembros solían vivir aquí. Su nombre cambió a Konstantinóvskoye (en ruso: Константиновское) en honor a Constantino Constantínovich de Rusia, gran duque de Rusia, hasta 1948. 

## Geografía
Odishi se encuentra en el origen del río Vasla (que desemboca en Sujumi) y está situado a 16 km al norte de Sujumi. Limita con la región montañosa derivada del Gran Cáucaso en el norte, Guma en el oeste, Dziguta en el este; y Besleti en el sur. Las aldeas de Kvemo Linda, Pavlóvskoe y Petróvskoe están bajo la administración del pueblo.

## Historia
La gran mayoría de la población nativa abjasia de la región histórica de Guma, los abjasios guma, fue expulsada en el Muhayir o genocidio circasiano que ocurrió tras la guerra ruso-circasiana en el final del siglo XIX. Poco tiempo después llegaron familias de griegos pónticos aquí.  El pueblo creció rápidamente y, a principios del siglo XX se convirtió en uno de los pueblos más grandes de Abjasia con más de 200 casas.
En la era soviética, Odishi se convirtió en un pueblo de mayoría georgiana (mayoritariamente procedentes de la región de Racha) tras la deportación de los griegos a Kazajistán en 1949. En 1956, a los griegos deportados se les permitió regresar a casa, pero tuvieron que comprar sus casas, que habían sido entregadas a los georgianos. En esta época el pueblo prosperó, llegando a tener más de 2000 habitantes. 
Tras la guerra de Abjasia (1992-1993), tanto la población griega como los georgianos huyeron del país y el pueblo quedó casi totalmente despoblado. En la actualmente la mayor parte del pueblo ha quedado sumergido en el bosque y la mayoría de los propietarios de casas en Odishi residen de forma habitual en Sujumi u otras ciudades abjasias.

## Demografía
La evolución demográfica de Odishi entre 1959 y 2011 fue la siguiente:
| 2314                                                | 638 | 37 |
| (Fuente: Population of Abkhazia since Soviet times) |     |    |

La población ha disminuido enormemente tras el fin de la guerra. En el pasado hubo igualdad entre las poblaciones griegas y georgianas, en contraste con la variada distribución étnica ahora.
|              | 2011      | 2011       |
| Grupo étnico | Población | Porcentaje |
| ------------ | --------- | ---------- |
| Georgianos   | 3         | 8,1%       |
| Abjasios     | 12        | 32,4%      |
| Rusos        | 11        | 29,7%      |
| Armenios     | 1         | 2,7%       |
| Griegos      | 7         | 18,9%      |
| Total        | 37        | 100%       |